# Franz Stummvoll
Franz Stummvoll (* 21. Juni 1921 in Volkach; † 22. November 2006 in Lans) war ein österreichischer Maler, Grafiker und Schriftkünstler. Stummvoll wurde vor allem für seine Bergpanoramen bekannt, schuf aber auch Exlibris.

## Leben
Franz Stummvoll wurde am 21. Juni 1921 in der im Bezirksamt Gerolzhofen gelegenen unterfränkischen Stadt Volkach geboren. Die Familie stammte aus dem Nürnbergischen, der Vater des späteren Künstlers war als Angestellter der Thüringer Gasgesellschaft AG zum Betriebsleiter des Gaswerks der Stadt Volkach in der Dimbacher Straße aufgestiegen. Nach einem Umzug in die Rhön begann sich Stummvoll für die Fliegerei zu begeistern und absolvierte auch Flüge von der Wasserkuppe. Stummvoll besuchte das Gymnasium in Miltenberg, verließ die Schule aber ohne Abschluss. Er wurde während des Zweiten Weltkriegs als Flugzeugführer zur Luftwaffe eingezogen. In dieser Zeit wurde er zum Offizier promoviert.
Während eines Aufenthalts in einem Erholungsheim im tirolerischen Berwang lernte er seine Frau kennen. In der Folge zog er nach Tirol, lebte in Berwang, Innsbruck und später in Lans. Nach dem Zweiten Weltkrieg erhielt er die österreichische Staatsbürgerschaft. In die unmittelbare Nachkriegszeit fallen auch die Veröffentlichungen erster künstlerischer Arbeiten, die Fähigkeiten hierfür hatte sich Stummvoll autodidaktisch angeeignet. Zunächst illustrierte er mehrere Bücher, darunter die sogenannte Tirol-Trilogie des Heinrich von Schullern zu Schrattenhofen. Für die beste Kleingrafik erhielt er in der Folge bereits 1949 die Graf-Scapinelli-Medaille der österreichischen Ex-Libris-Gesellschaft. 1962 zunächst als Kunstlehrer tätig, gab er diese Stelle aufgrund der guten Auftragslage bald wieder auf.
Besondere Bedeutung entwickelte Stummvoll ab den 1950er Jahren für die Weiterentwicklung der sogenannten Panoramakarten. Beeinflusst wurde er hierbei vom Künstler Heinrich C. Berann, der ebenfalls in Lans lebte. Zunächst konzentrierte sich Stummvoll auf die Darstellung österreichischer Skigebiete, wobei er die Areale zunächst überflog, um die nötige Materialbasis zu bekommen. Schnell erschienen die Karten aber auch in Atlanten und Schulbüchern. Der internationale Durchbruch gelang Stummvoll über die maßstabsgetreue Darstellung der Schweiz, die 1978 erstmals erschien und noch heute nachgedruckt wird. In der Folge schuf er auch Schaubilder für Weltcup-Veranstaltungen wie dem 1979 im schwedischen Åre–Duved abgehaltenen Riesenslalom.
Im Jahr 1986 wurde Stummvoll vom österreichischen Bundespräsidenten Kurt Waldheim mit dem Ehrentitel „Professor“ ausgezeichnet. In der Folge begann auch eine intensive Ausstellungstätigkeit. Im fortgeschrittenen Alter konzentrierte sich Stummvoll vor allem auf die Arbeit an Holzschnitten und -stichen. Daneben entstanden Briefkopf-Verzierungen, Kalligrafien und Vignetten. Besondere Bedeutung haben die Exlibris des Künstlers. Besonders großen Einfluss hatten dabei die Schriftkünstler Rudolf von Larisch, Rudolf Koch, Edward Johnston sowie Richard Rother. Franz Stummvoll starb am 22. November 2006 im tirolerischen Lans und wurde auf dem Friedhof der Gemeinde beigesetzt.

## Werke (Auswahl)
Franz Stummvoll Karriere als Grafiker begann mit mehreren Buchillustrationen. Später erweiterte er sein Repertoire um die Panoramakarten, wobei er in den 1970er und 1980er Jahren zu den wenigen Experten für diese Kunsttechnik zählte. Insgesamt entstanden knapp 100 Panoramen, die sich vor allem auf die österreichischen Alpen konzentrierten, aber auch andere Regionen Europas zeigten. Stummvoll schuf nicht selten eine Winter- und eine Sommervariante der Karten. Daneben entstand eine Vielzahl unterschiedlicher Gebrauchskunstwerke. So entstanden Exlibris unter anderem für den ÖVP-Politiker Alfons Weißgatterer, den Schriftsteller Heinrich von Schullern, den rechtskonservativen Politiker Erik von Kuehnelt-Leddihn, den Tierarzt Ottmar Premstaller und den Eisschnellläufer Rudolf Riedl.
Illustrationen
- Clemens Brentano: Der Bärenhäuter-Himmel. Verlag Rauch, Innsbruck 1947.
- Das Land im Gebirge. Inn-Verlag, Innsbruck 1948 ff.
  - Boccaccio auf Schloss Tirol.
  - Der Herzog mit der leeren Tasche. Tiroler Roman.
  - Kleinod Tirol.
- Franz Stummvoll: Der Hochaltar in Berwang. Ein Beispiel moderner Tiroler Schnitzkunst. Österreichische Staatsdruckerei, Wien 1948

Panoramakarten
- 1976–1979, Schweiz, Sommer, ca. 150 × 120 cm
- 1979, Åre–Duved, Winter, 100 × 50 cm
- 1980–1984, Österreich, Sommer, ca. 190 × 110 cm
- 1981, Västfjället, Winter, 73 × 55 cm
- 1982, Zugspitzgebiet, Sommer, 97 × 44 cm
- 1984, Achenkirch, Winter, 88 × 50 cm
- 1984, Hintertux, Winter, 71 × 65 cm
- 1987, Lechtal, Sommer, 90 × 50 cm
- 1990, Fieberbrunn, Winter, 81 × 72 cm
- 1993, Kappl, Winter, 74 × 35 cm[4]